# Jeníkové z Gamsendorfu

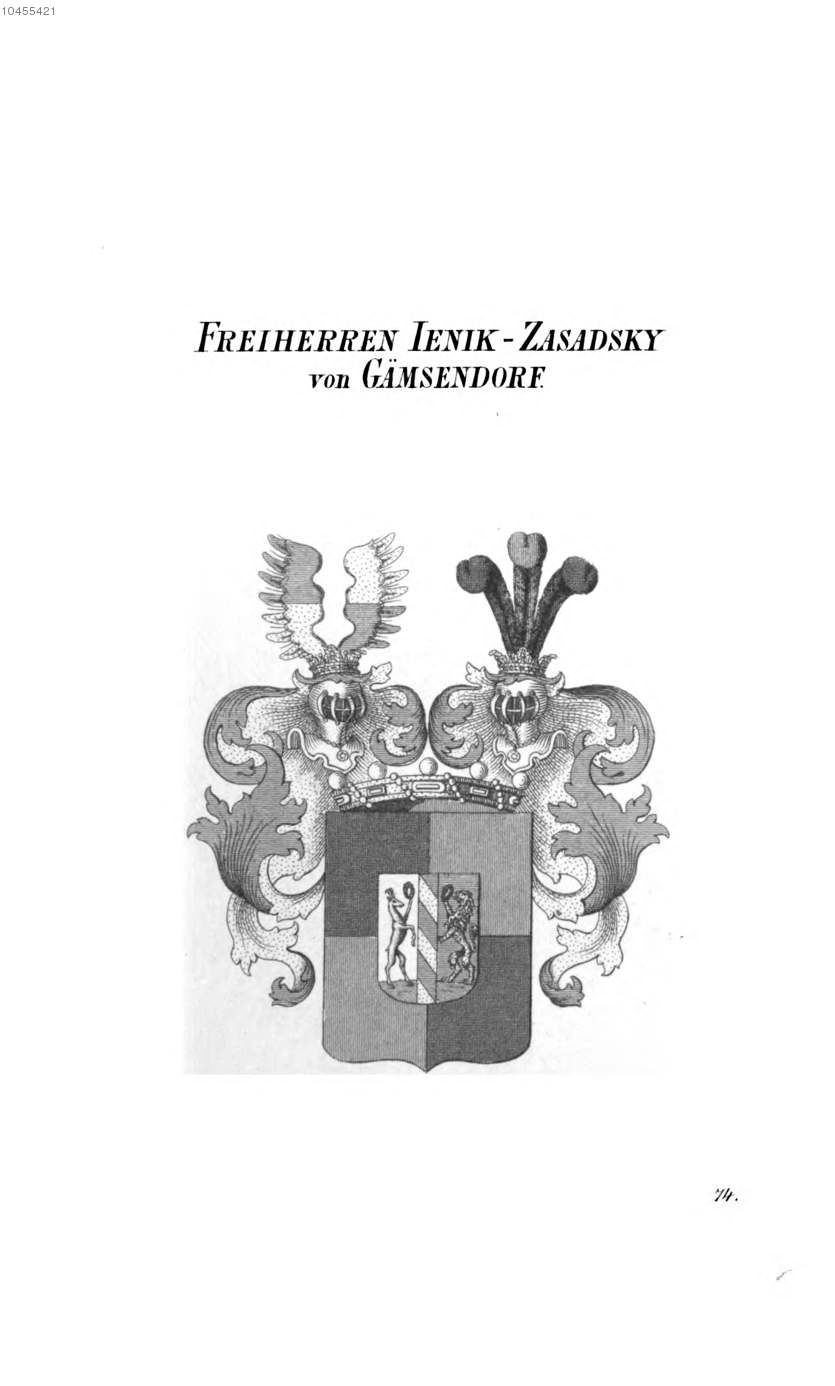
Erb Jeníků Zásadských z Gamsendorfu

Jeníkové Zásadští z Gamsendorfu či, jak původně zněl predikát, z Kamzíkova, je jméno svobodných pánů a rytířů českého původu.

## Historie
Petr Jeník Zásadský z Gamsendorfu v Zásadě u Turnova měl syna Jana a ten s Annou dcerou Jakuba Jirsy z Drštkova zplodil syny Tomáše, Blažeje, Petra a Šimona. Blažej byl vrchním rychtářem v Zásadě roku 1582 a manželka Háta mu porodila syny: Jana, Tomáše, Mikuláše, Jakuba, Václava, Jiřího a Matěje.
Z těch vynikl Jiří, jenž ve službách vévody Fridlandského dosáhl vladyckého stavu roku 1626, který mu Ferdinand II. roku 1627 potvrdil. Za erb dostal štít na tři části shůry dolů rozdělený: v poli 1. a 3. jest po lvu k prostřednímu poli obráceném a prostředek 3 pokosnými pruhy přepažen. Po smrti vévodově byl Jiří důchodním písařem na Hrubé Skále a roku 1637 koupil Loučky a v roce 1653 Kurovodice.
Když Jiří v roce 1663 zemřel, zůstala po něm vdova Anna a 7 synů a 8 dcer. Z jeho bratří byli Václav, Mikuláš a Matěj zároveň s ním povýšeni za vladyky a jejich strýc Jan a kromě těchto čtyř ještě měšťan turnovský Jiří Karel přídomku Jeník Zásadský z Gamsendorfu roku 1661 užíval. Matěj byl hejtmanem Šlikovským na Starých Hradech a praotcem zvláštní větve Jeník Zásadských z Gamsendorfu, o níž později promluvíme, a Tomáš byl písařem v Dymokurech roku 1613.
Václavův potomek Bohuslav měl s manželkou Magdalenou Měnickou z Červené vsi syny: Václava, Jana Ctibora a Petra Bedřicha, kteří v Novém Bydžově žili na dvoře Sudkovském za branou Sloupenskou. Jiřího synové jmenují se Jindřich Jiří, Bedřich Ladislav, Jan Matyáš, Václav Albrecht, Maximilián Jiří, František Jiří a Ferdinand Karel. Pošlost Maximiliána Jiřího žije podnes [1898], potomci Jindřicha, Bedřicha a Václava dlouho se neudrželi. Jindřich, jenž nejprve s Alžbětou Zásmuckou ze Zásmuk, podruhé s Barborou z Gersdorfu se oženil, měl 4 syny a 5 dcer, z nichž se Kateřina provdala za Leopolda Manerbia z Mantovy. Synové Bedřich, Jindřich a Antonín umřeli ve vojenských službách svobodní, Vilém pojal za manželku Annu Jestřibskou z Risenburka a po její smrti Sperlingovu z Holešova, s nimiž měl čtyři dcery a syna. Z těch Kateřina provdala se za Jana Kagera ze Štampachu (kšaft učinil v roce 1744) a Jan Vojtěch byl lesníkem knížete Schwarzenberka v Krumlově († 1765). S manželkou Leopoldinou Schrollovou ze Schrollenberka měl 2 syny a 4 dcery, z nichž Josefa za Jana Justa z Kronberka, Františka za Karla Bechyně z Lažan a Eleonora za Nesslingera ze Schelchengrabenu se provdaly; syn Jan Bedřich byl děkanem v Čelakovicích († asi 1805) a druhý, Jan Filip, zemřel jako rytmistr v Temešváru roku 1784, s manželkou Marií z Maršovských měl syny Václava, jenž roku 1805 byl pánem na Libočanech, dále syny Jana a Františka a dceru Annu.
Bratr Jindřichův Bedřich Ladislav pojal za manž. Annu Peceliovu z Adlersheimu, s níž měl 5 dcer a syna Bedřicha, jenž v Uhrách ve vojně padl. Ani pošlost druhého bratra Jindřichova, Václava Albrechta, dlouho netrvala. Měl syny Karla, jenž s Barborou [Jeník Zásadský z Gamsendorfu]-ovou [Jeník Zásadský z Gamsendorfu]-kou [Jeník Zásadský z Gamsendorfu] [Jeník Zásadský z Gamsendorfu] se oženiv jedno dítko s ní měl a záhy v Mikulově zemřel, a Bedř. Jiřího, strážmistra a později velitele v Košici a v Munkáči, jenž statky Březinu a Zahrádku na Táborsku u Hořepníka rodu svému získav zemřel r. 1762 a v Hořepníce pochován; děti jeho Václav a Rosa záhy také zemřely a statky jmenované dostaly se větvi od Maximiliána Jiřího založené.
Než k vylíčení osudů jejích přejdeme, seznáme pošlost Matěje [Jeník Zásadský z Gamsendorfu]-a [Jeník Zásadský z Gamsendorfu]-kého [Jeník Zásadský z Gamsendorfu] [Jeník Zásadský z Gamsendorfu], který s bratry svými r. 1627 vladyckého stavu nabyl a statky Bartošov a Malý Barchov koupil. Synové jeho byli Karel Ladislav, setník, jenž M. Barchov držel, a Jan Ctibor, jenž Bartoušov prodav r. 1667 koupil Štěpánov na Čáslavsku a Jitkov, který r. 1693 zase prodal. Ženat byl s Marií Alžb. Hozlauerovou z Hozlavy a podruhé s Blaženou Ludmilou z Löwenfelsu, s nížto dostal statek Tis, který též před jeho smrtí z rodiny vyšel. R. 1698 zemřel v Něm. Brodě, kde v klášteře augustiniánském pochován jest zůstaviv 5 dcer a 4 syny. Václav a Jan zemřeli na bojišti v Němcích a Uhrách, Karel zemřel v zajetí tureckém v Bělehradě a Vilém František, c. k. poručík, nabyl statku chejstovského. Když r. 1735 zemřel, zůstala po něm manž. Antonie Fruweinová z Podolí[nepřesný odkaz] (†1738) a kromě jediného syna Ignáce, jenž jako puškař při dělostřelbě v Itálii zemřel, dvě dcery svobodné.
Od Maximiliána Jiřího pocházejí, jakž svrchu řečeno, dnešní rytíři [Jeník Zásadský z Gamsendorfu]-ové [Jeník Zásadský z Gamsendorfu]-dští [Jeník Zásadský z Gamsendorfu] [Jeník Zásadský z Gamsendorfu] Z jeho čtyř synů měli jen dva potomky, dva, Karel a Václav, umřeli svobodní jako vojínové v Itálii; Ferdinand, setník (†1738 v Radkersburku), měl s manž. Eleonorou z Lindenavy syna Ferdinanda r. 1753 připomenutého a Maximilián, jenž v Turnově žil a tam také r. 1736 zemřel, měl s Annou Terezií z Vlkánova 5 synů. Antonína známe jen dle jména, Maximilián, setník, měl s Karolinou z Bodeggu syna Ludvíka, věku krátkého, Bedřich na Zahrádce a Březině zemřel u Svídnice[nepřesný odkaz] roku 1761. Jiří Václav na V. Barchově a Zámrsku od r. 1780 neměl žádných dítek s Annou Náchodskou z Neudorfu, takže jen Ferdinand ml. na Zahrádce a Březině dále rod svůj vedl oženiv se s M. Františkou Putzovnou z Rolsberku. Z Turnova přesídlil se do Táborska na statky Březinu a Zahrádku po Bedřichovi Jiřím zděděné a v Hořepníce odpočívá. Synové jeho byli Jan Bapt. († před r. 1765) a Václav Bedřich na Březině, Zahrádce a Zámrsku († 1790), jemuž manželka jeho M. Antonie Náchodská z Neudorfu porodila dceru Annu a 8 synů, z nichž dva umřeli v mladém věku; osudů Emanuela, Václava, Antonína Filipa a Antonína Václava neznáme a jen Jiří Josef a Diviš Kašpar jméno v rodině si zachovali.
Jiří na Březině a Zahrádce byl c. k. komořím a setníkem, stal se prvním svob. pánem r. 1811 a měl 4 syny, kteří všichni v mladistvém věku pomřeli; o dcerách Marii a Anně nevíme nic zevrubného. Diviš držel Zámrsk a Dobříkov a když r. 1812 zemřel, zůstavil kromě vdovy Leopoldiny Lutzové jediného syna Bedřicha, jenž Zámrsk r. 1849 prodal († 1857). S manželkou Viktorií Kohlovou měl 11 dítek, z nichž 4 synové ještě nedospělí zemřeli, Diviš lieutenantem se stal († 1859 svob.) a Ferdinand setníkem († 1889 zanechav syna Ferdinanda, * 1867), Hugo, c. k. lieutenant, žije posud s manželkou Kateřinou Martinelliovou a kromě něho Bedřich, dvorní rada na odpočinku, rytíř řádu žel. koruny III. tř., majitel zl. zásl. kříže s korunou atd., z jehož manželství se Žofií Sauerovou pošly dítky: Antonie, Marie, Josefina, Bedřich (* 1872) a Hugo (* 1881). Ze sester Bedřichových provdaly se dvě do rodu Šlechtů ze Všehrd, Leopoldina za Petra a Marie za Antonína S. ze Vš., Ludovíka za Edv. Rottera, vojenského kommissaře. Mimo jmenované [Jeník Zásadský z Gamsendorfu]-y [Jeník Zásadský z Gamsendorfu]-ké [Jeník Zásadský z Gamsendorfu] [Jeník Zásadský z Gamsendorfu] jest ještě několik členů této četné rodiny, kterých nemůžeme vměstnati do rámce genealogického: Václav [Jeník Zásadský z Gamsendorfu], bakalář teologie a magistr filosofie, zemřel v Táboře jako kaplan r. 1730 a t. r. v Pardubicích také Kryštof [Jeník Zásadský z Gamsendorfu], od jehož syna Václava, jenž měl bratra Matěje (* 1697), pocházel, jako od děda Antonín [Jeník Zásadský z Gamsendorfu] r. 1820 připomenutý, Maximilián, nar. v Gottlobě ve Štýrsku.